# Клещевая сенсибилизация
Клещевая сенсибилизация (Клещевая аллергия) — аллергия на клещей и их метаболиты. Могут поражаться органы дыхания, кожа, глаза, ЖКТ. В основе патогенеза — сенсибилизация к клещевым аллергенам.

## Клещевые аллергии дыхательных путей
Клещевые аллергии дыхательных путей — аллергия на клещей домашней пыли и их метаболиты. Наиболее частой клинической манифестацией клещевой аллергии дыхательных путей является аллергический ринит и бронхиальная астма.
В домашней пыли найдено около 150—200 видов клещей (дерматофагоидные / пироглифидные клещи). Размер клещей колеблется в пределах 0,1-0,5 мм.
Мелкие фрагменты клещей (от 10 до 40 микрон) и продукты их жизнедеятельности (особенно, фекальные частицы) могут вызывать респираторные аллергозы, бронхиальную астму, аллергический конъюнктивит, отёк Квинке, аллергический дерматит.
Фекалии клещей содержат пищеварительные энзимы (белки Der f1 и Der p1), которые способствуют разрушению клеток человеческой кожи.
Лечение включает десенсибилизацию (с помощью экстрактов микроклещей) и борьбу с пылью (частая уборка пылесосом, удаление ковров из спальни и т. д.).
Синдром внезапной детской смерти может быть вызван по мнению Mulvey (1972) анафилаксией вследствие воздействия аллергенов клеща.
Возможна связь пылевых клещей и такой болезнью, как синдром Кавасаки.

## Возбудители
- Амбарные клещи могут раздражать кожу, глаза, другие органы. Сенсибилизация к различным амбарным клещам у больных бронхиальной астмой, проживающих в Москве, варьировала от 6 до 20 %.
- Мучной клещ Acarus siro L. — источник аллергенов Аса s 13. Вызывает сенсибилизацию, в первую очередь, у работников сельского хозяйства, мукомольного и хлебо-булочного производства. Обитает в пищевых продуктах, соломе.
- Темноногий клещ Aleuroglyphus ovatus Troup. — живёт в муке, может размножаться во влажном зерне. Источник аллергенов.
- Сырный клещ Tyrolichus casei — живёт в сырах, в зерне, зернопродуктах, семенах некоторых растений, сухофруктах и т. д. При попадании в желудочно-кишечный тракт с пищей может вызывать аллергические реакции (см. Кишечный акариаз).
- Удлиненный клещ Tyrophagus putrescentiae (Schrk) живёт в амбарах и зернохранилищах, в запасах зерна, различных семян, муки и других растительных продуктов, обнаружен в сыре и мясных продуктах. Источник аллергенов Tyr р 2.
- Клещ Родионова Caloglyphus rodionovi Zachv. живёт в муке, зерне и т. д. При контакте, вдыхании метаболитов, попадании в желудочно-кишечный тракт с пищей может вызывать аллергические реакции.
- Гладкий клещ Chortoglyphus arcuatus (Troup.) живёт в муке, зерне, семенах, в сене и старой соломе. Источник аллергенов.
- Клещи рода Blomia живут в домах, амбарах. Источники аллергенов Blo t 15, Blo t 12, Blo t 13.
- Волосатый обыкновенный клещ Glycyphagus destructor (Schrk.) живёт в запасах зерна, круп, семян масличных культур, сухофруктов, в сене, соломе. Источник аллергенов Lep d 2, Lep d 5, Lep d 7, Lep d 10. Может при контакте или вдыхании зараженного субстрата вызывать развитие аллергических реакций.
- Волосатый домашний клещ Glycyphagus domesticus (De Geer.) живёт в домах, амбарах на продуктах. У людей вызывает акародерматит, известный как «чесотка бакалейщиков» (см. Grocer's itch).
- Бурый хлебный клещ Gohieria fusca (Ouds.) живёт в запасах муки, пшеницы и т. д. При контакте и вдыхании метаболитов у людей с генетической предрасположенностью к атопии возможно развитие аллергической реакции.
- Винный клещ Carpoglyphus lactis (L.) живёт на субстратах, содержащих молочную, уксусную или янтарную кислоты. Известны аллергические реакции на антигены этого клеща.
- Dermatophagoides pteronyssinus (Trouss). — представитель комплекса аллергенных клещей домашней пыли. Обитает в постели, мягкой мебели, коврах и т. д., вызывает сенсибилизацию у лиц, генетически предрасположенных к атопии, что может привести к развитию атопической формы бронхиальной астмы, аллергического ринита и атопического дерматита (см. Дерматофагоидоз).
- Dermatophagoides farinae (Hughes). живёт в жилище человека в домашней пыли и в муке, крупах и др. Второй по значению вид аллергенных клещей домашней пыли после D. pteronyssinus (см. Дерматофагоидоз).
- Tydeus molestes (Moniez) в случае массового размножения могут вызывать сильное раздражение кожи, дерматиты у людей и домашних животных.
- Пузатый клещ Руemotes ventricosus (Newp.) — эктопаразит личинок различных насекомых. При массовом размножении клещи могут нападать на людей, контактирующих с субстратами, содержащими зараженных личинок насекомых, например при обмолоте, хранении или погрузке зерна, фасовке лекарственных трав, пользовании соломенными тюфяками и др. Множественные (до нескольких сотен) укусы этих клещей вызывают зуд и сильное раздражение кожи (см. Зерновая чесотка). Попадание антигенов пузатого клеща в организм человека респираторным путём приводит к развитию астмы и крапивницы.
- Клещи сем. Tarsonemidae паразитируют на растениях. Отмечаются случаи нахождения Tarsonemus sp. в лёгких лиц, страдающих астмой и другими заболеваниями дыхательных путей. При массовом поражении пшеницы некоторыми видами (например, Steneotarsonemus panshini) наблюдались тяжёлые бронхиты у комбайнёров.
- Histiogaster entomophagus может быть причиной «кожного ванилизма» — зудящей высыпи, появляющейся на открытых частях тела у рабочих, имеющих дело с ванилью.